# Лео Вейнер
Лео Вейнер (угор. Weiner Leó, 16 квітня 1885, Будапешт — 14 листопада 1960, Будапешт) — угорський композитор, один з провідних музичних педагогів першої половини ХХ століття. Двічі лауреат державної премії імені Кошута (1950, 1960).

## Біографія
Перші уроки гри на піаніно отримав від свого брата. Пізніше навчався у Іштвана Томана, закінчив Будапештську музичну академію по класу композиції Ганса фон Кесслера. Ще будучи студентом, за серенаду для оркестру отримав ряд нагород, в тому числі стипендію ім. Ференца Ліста, премії ім. Фолькмана і Еркеля.
З 1908 викладав теоретичні предмети в альма-матер; з 1912 — професор композиції, з 1920 — професор камерної музики, вів клас камерного ансамблю. Викладав також в школі Фодора.
У 1949 пішов на пенсію як почесний професор, продовжуючи викладати до кінця свого життя.
Серед його відомих учнів: Антал Дораті, Андре Ґертлер, Петер Комлош, Янош Старкер, Фріц Райнер, Ференц Сабо, Ґеорґ Шолті, Дердь Шебек, Ласло Галас.

## Творчість
У ранніх творах Вейнера можна виявити сліди впливу романтичної музики від Бетховена до Мендельсона, пізніше — французьких імпресіоністів.
У числі найбільш відомих творів Вейнера — сюїта для оркестру «Чонгор і Тюнде» (1903).
Крім того, серед помітних композицій Вейнера: струнні тріо, три струнних квартети, дві скрипкові сонати, п'ять дивертисментів для оркестру, симфонічна поема, а також численні камерні та фортепіанні п'єси.

## Нагороди
- У 1950 і 1960 — Премія імені Кошута;
- 1960 — Заслужений артист УНР;
- У Будапешті проводиться Міжнародний конкурс імені Лео Вейнера.